# El principito
El principito (en francés: Le Petit Prince) es una novela corta y la obra más famosa del escritor y aviador francés Antoine de Saint-Exupéry (1900-1944).
La novela fue publicada en abril de 1943, tanto en francés como en inglés, por la editorial estadounidense Reynal & Hitchcock, mientras que la editorial francesa Gallimard no pudo imprimir la obra hasta 1946, tras la liberación de Francia. Incluido entre los mejores libros del siglo XX en Francia, El principito se ha convertido en el libro escrito en francés más leído y más traducido de todos los tiempos. Así pues, cuenta con traducciones a más de doscientos cincuenta idiomas, incluyendo el sistema de lectura braille. Además, el libro es considerado el primero del mundo en haber sido transcrito en símbolos fonéticos en lengua inglesa para estudiantes de inglés como segunda lengua. La obra también se ha convertido en uno de los libros más vendidos de todos los tiempos, puesto que ha logrado vender más de 140 millones de ejemplares en todo el mundo, con más de un millón de ventas por año. La novela fue traducida al español por Bonifacio del Carril y su primera publicación en dicho idioma fue realizada por la editorial argentina Emecé Editores en septiembre de 1951. Desde entonces, diversos traductores y editoriales han realizado sus propias versiones.
Saint-Exupéry, ganador de varios de los principales premios literarios de Francia y piloto militar al comienzo de la Segunda Guerra Mundial, escribió e ilustró el manuscrito mientras se encontraba exiliado en los Estados Unidos tras la batalla de Francia. Ahí tenía la misión personal de persuadir al gobierno de dicho país para que le declarara la guerra a la Alemania nazi. En medio de una crisis personal y con la salud cada vez más deteriorada, produjo en su exilio casi la mitad de los escritos por los que sería recordado; entre ellos, El principito, un relato considerado como un libro infantil (por la forma en la que está escrito), pero que es en realidad una crítica a la adultez en la que se tratan temas profundos como el sentido de la vida, la soledad, la amistad, el amor y la pérdida.
En relatos autobiográficos previos, se relatan sus experiencias como aviador en el desierto del Sahara y se cree que esas mismas experiencias le sirvieron como elementos para el argumento de El principito. Desde su primera publicación, la novela ha dado lugar a diversas adaptaciones a lo largo del tiempo, entre las que se incluyen grabaciones de audio, obras de teatro, películas, ballets, obras de ópera e incluso una serie animada y un anime.

## Sinopsis
El principito es un cuento poético que viene acompañado de ilustraciones hechas con acuarelas por el mismo Saint-Exupéry. En él, un piloto se encuentra perdido en el desierto del Sahara después de que su avión sufriera una avería, pero para su sorpresa, es allí donde conoce a un pequeño príncipe proveniente de otro planeta. La historia tiene una temática filosófica, donde se incluyen críticas sociales dirigidas a la «extrañeza» con la que los adultos ven las cosas. Estas críticas a las cosas «importantes» y al mundo de los adultos van apareciendo en el libro a lo largo de la narración.
A pesar de que es considerado un libro infantil por la forma en la que se encuentra escrito, también posee observaciones profundas sobre la vida y la naturaleza humana. Esto se puede ejemplificar con el encuentro con un rey, que sólo da órdenes que se pueden cumplir e incita al principito a juzgarse a sí mismo, u otro encuentro entre el principito y el zorro, quien le enseña el verdadero sentido de la amistad y la esencia de las relaciones humanas; de hecho, la esencia misma del libro se encuentra reflejada en el secreto que le obsequia el zorro al principito: «No se ve bien sino con el corazón. Lo esencial es invisible a los ojos». Asimismo, otras temáticas principales son expresadas a través de frases del zorro, tales como «Te haces responsable para siempre de lo que has domesticado» y «Fue el tiempo que pasaste con tu rosa lo que la hizo tan importante».
Las observaciones profundas sobre la vida se pueden ejemplificar también con la visita del principito a la Tierra. Esta visita comienza con una valoración profundamente pesimista de la humanidad. Las seis personas absurdas que el príncipe había encontrado anteriormente representan, según el narrador, a casi todo el mundo adulto. En la tierra se contaban

ciento once reyes, ... siete mil geógrafos, novecientos mil hombres de negocios, siete millones y medio de borrachos, trescientos once millones de vanidosos, es decir, alrededor de dos mil millones de personas mayores.

## Argumento
El narrador cuenta que una vez, cuando era un niño, hizo un dibujo de una boa que digería a un elefante; sin embargo, todos los adultos que veían el dibujo lo interpretaban erróneamente como un sombrero. Cuando trata de corregir esta confusión, se le aconseja que deje de lado los dibujos y se dedique a algo más productivo. El protagonista entonces se lamenta de la poca comprensión que tienen los adultos por la creatividad.
Ya de adulto, el niño se ha convertido en piloto y un día su avión sufre una avería en el desierto del Sahara, lejos de la civilización. Sin embargo, de la nada aparece un pequeño niño al que el aviador llama «el principito». Este le pide que le dibuje una oveja (o cordero, dependiendo de la traducción) pero en su lugar, el aviador decide mostrarle su viejo dibujo del elefante dentro de la boa, que, para su sorpresa, el príncipe interpreta correctamente. Después de varios intentos fallidos de elaborar una oveja, el aviador, en su frustración, termina por dibujarle una caja y le explica que el cordero se encuentra en su interior; el principito lo acepta y le responde que eso era lo que quería.
Con el transcurrir de los días y mientras el aviador intenta reparar el motor de su avión, el principito cuenta su historia de cómo llegó a la Tierra. Este comienza describiendo su pequeño planeta de origen: un asteroide —el Asteroide B-612, según el aviador— un poco más grande que una casa. Las características más destacadas del asteroide son sus tres pequeños volcanes, uno de los cuales se encuentra inactivo, y sus variedades de plantas. El príncipe cuenta cómo pasa sus días en su pequeño planeta: limpiando los volcanes y quitando ciertas semillas que infestan el suelo, sobre todo las semillas de los árboles baobabs que constantemente tratan de crecer. Al parecer, el principito quería un cordero para que se comiera esas plantas indeseables, hasta que el aviador le dice que un cordero también podría comerse a una rosa con espinas. Al oír esto, el príncipe habla del aprecio que tiene por una misteriosa rosa que de pronto empezó a crecer sobre la superficie del asteroide hace algún tiempo. El pequeño príncipe explica que cuida y protege a su rosa con un biombo y una cúpula de cristal y aunque estaba encantado con ella, de pronto empezó a sentir que se estaba aprovechando de él. Así, el principito decidió abandonar su planeta y explorar el resto del universo. A pesar de que la rosa se disculpó por su vanidad y ambos se reconciliaron, esta le animó a seguir adelante con su viaje y el príncipe obedeció.
Desde entonces, el principito había visitado otros seis planetas, cada uno de los cuales estaba habitado por algún adulto de mente estrecha. En el primero se topó con un rey sin súbditos y más adelante con un hombre vanidoso que se creía la persona más admirable en su desolado planeta. En el tercer planeta había un borracho que bebía para olvidar la vergüenza de ser un borracho, mientras que en su próximo viaje conoció a un hombre de negocios que contaba sin cesar las estrellas y absurdamente afirmaba ser dueño de todas ellas. Seguidamente se encontró con un farolero que encendía y apagaba su faro cada minuto, y por último, llegó al planeta de un anciano geógrafo que estaba tan centrado en la teoría que, en realidad, nunca había explorado el mundo que tanto decía conocer. Cuando el geógrafo le pidió que describiera su casa, el principito mencionó a su rosa, pero el anciano le explicó que no registraba cosas «efímeras» como las plantas. El pequeño príncipe estaba sorprendido y dolido por esta revelación, ya que la rosa era de gran importancia para él, pero tras recuperar el ánimo, le pidió al geógrafo que le sugiriera otro planeta para visitar, y este le recomendó la Tierra.

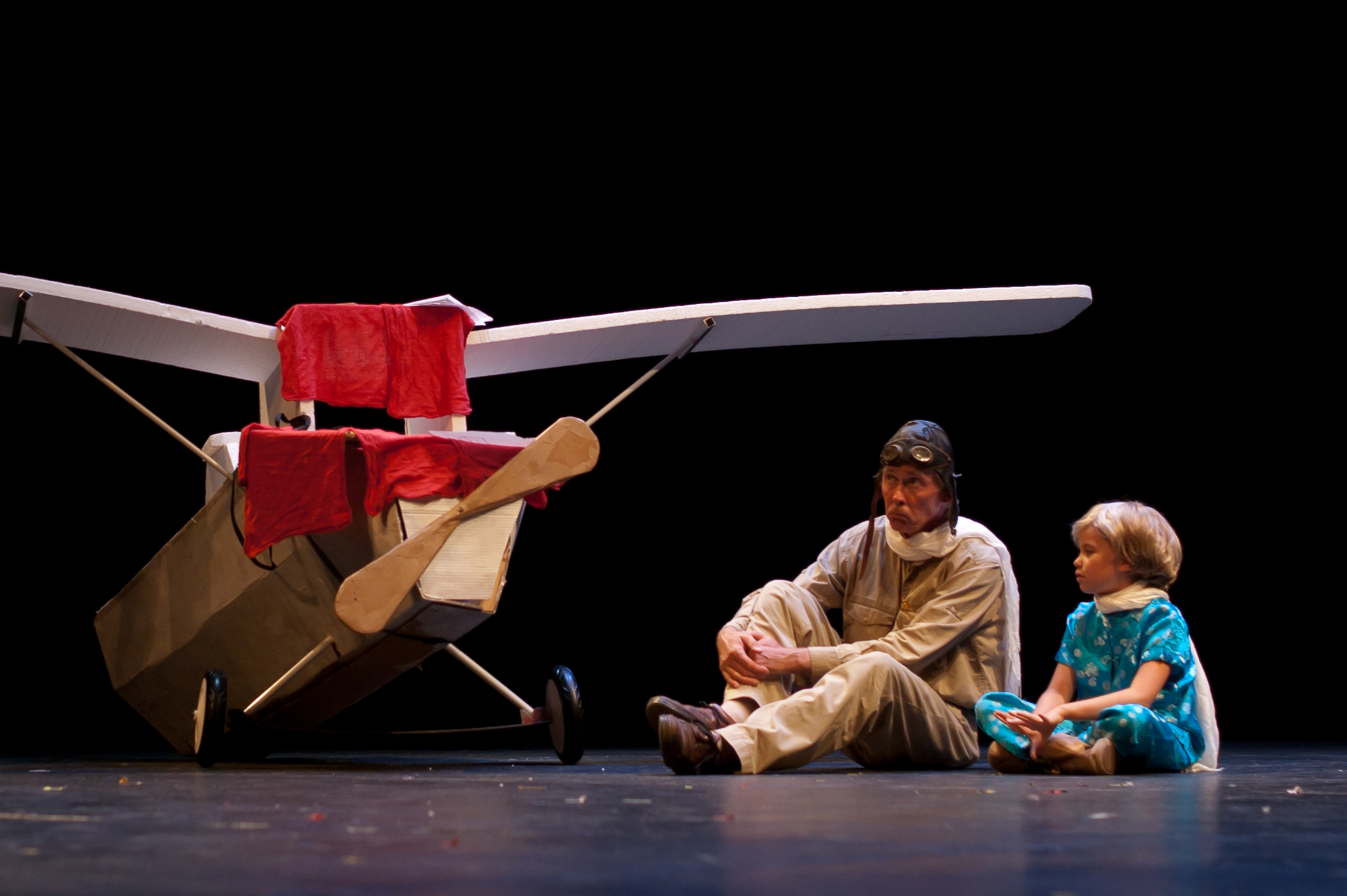
El principito y el aviador junto a su avión en una de las múltiples obras de teatro basadas en el libro.

En la Tierra, el principito aterrizó en el desierto, lo que lo llevó a creer que el planeta estaba deshabitado. Luego conoció a una serpiente amarilla que decía tener el poder de regresar a las personas al lugar de donde vinieron. Más adelante, se encontró con una flor que le dijo que no había visto personas desde hace algunos años. Después de subir la montaña más alta que había visto en su vida, el principito esperaba ver toda la Tierra, pero en su lugar solo vio el enorme paisaje desolado. Cuando el príncipe llamó, su eco le respondió, y pensó que se trataba de otras personas burlándose. De nuevo en sus andanzas, se encontró con un jardín lleno de rosas que lo hizo sentir desgraciado, pues pensaba que su rosa era única en el universo. Tras ello, el pequeño comenzó a sentir que no era un gran príncipe después de todo, ya que su planeta solo tenía tres pequeños volcanes y una flor que ahora consideraba común y corriente. Triste, el principito lloró hasta que de pronto apareció un zorro que quería ser domesticado y que a su vez le explicó que su rosa era realmente única y especial porque él la quería. El zorro también le explicó que, en cierto modo, el príncipe había domesticado a la rosa y por eso se sentía tan responsable de ella. El príncipe entonces se tomó el tiempo para domesticar al zorro, aunque luego tuvieron que separarse. Después de haberse despedido del zorro, el joven príncipe conoció a un guardagujas que le contó que las personas viajaban constantemente de un lugar a otro a bordo de los trenes, ya que nunca estaban satisfechas en el lugar donde estaban y que, a diferencia de los niños, tampoco sabían lo que buscaban. Luego, un vendedor le habló al príncipe sobre su producto: una píldora que eliminaba la sed y le ahorraba a la gente cincuenta y tres minutos a la semana. El príncipe pensó que si tuviera ese tiempo libre lo utilizaría para encontrar agua fresca.
De vuelta en el presente, ya han pasado ocho días desde que el avión del aviador se averió y ya se ha agotado su provisión de agua, por lo que comienzan a tener sed; caminaron muchas horas y anocheció. El principito estaba muy cansado así que se sentaron a descansar, conversando sobre por qué el desierto es tan hermoso. El principito le dice que es hermoso porque esconde un pozo de agua en algún lugar. El aviador lo relaciona con una casa que esconde tesoros en alguna parte de ella y dice que sea una casa, una estrella o desierto, lo bello y esencial no se ve con los ojos. Estas palabras le gustaron mucho al principito ya que se parecía mucho a lo que le explicó el zorro. Como el principito se dormía, el aviador lo llevó en sus brazos y continuó caminando. Hasta que al amanecer encontró un pozo, un pozo elaborado y raro para hallarse en el desierto. El aviador sacó el agua para el principito y él lo tomó con mucho gusto como si fuera un regalo, y dijo que las personas no saben lo que buscan, pero en realidad lo que buscan está en una rosa o en un poco de agua, pero no se ve con los ojos sino se tiene que buscar con el corazón. Luego le pidió al aviador que le dibujara un bozal para su cordero y le contó que al día siguiente cumplía un año desde que llegó a la Tierra. El aviador se da cuenta de que el principito estaba buscando el lugar donde había llegado hace un año, para regresar a su casa. Luego, el principito le pide que regrese a este lugar mañana al atardecer. Al día siguiente, mientras se dirige hacia donde está el principito, el aviador descubre que se encuentra hablando con una serpiente sobre su regreso a casa. El príncipe le explica lo que sucede y luego se despide emotivamente del aviador, a la vez que afirma que podrá verse como si hubiera muerto, pero es porque su cuerpo es demasiado pesado como para llevárselo consigo. Además, le dice que no lo vea partir, ya que podría perturbarlo, pero el aviador al darse cuenta de lo que va a ocurrir, se niega a alejarse del príncipe, quien lo consuela diciéndole que solo tiene que mirar a las estrellas y recordar su encantadora risa, y así parecerá que todas las estrellas ríen con él. El príncipe entonces se aleja del aviador, permite que la serpiente lo muerda y cae al suelo sin ni siquiera hacer ruido.
A la mañana siguiente, el aviador intenta buscar el cuerpo del principito, pero no es capaz de hallarlo. Así, la historia termina con un dibujo del paisaje donde el príncipe y el aviador se encontraban el día en que la serpiente mordió al pequeño. Como última solicitud, el aviador pide que, si alguna persona visita ese lugar y se encuentran con un niño de cabello dorado que se niega a responder a lo que le preguntan, le escriban lo más pronto posible.

## Personajes
- El principito: personaje principal del libro, toda la historia está basada en él. Es un niño que viaja de planeta en planeta haciendo preguntas que se dan por hechas, y que no interesan a nadie. Vive en un pequeño planeta que podríamos identificar no como un planeta, sino como su propia vida, así el resto de planetas que visita son, en realidad, las vidas de otras personas que conoce. El hecho de que su planeta sea tan pequeño viene a decirnos que tiene mucho por vivir y aprender.[16]

- El aviador: coprotagonista. Es un adulto que intenta razonar y actuar como un niño, pero sabe que en realidad no lo es, que ha perdido su condición pero intenta recuperarla. Es nuestra propia imagen, nuestro reflejo en la historia, el personaje que nos identifica dentro de la novela y que nos hace ver cómo deberíamos ver las cosas y cómo en realidad las vemos, cuando nos critica con frases como: «Si les decimos a las personas mayores: "He visto una casa preciosa de ladrillo rosa, con geranios en las ventanas y palomas en el tejado", jamás llegarán a imaginarse cómo es esa casa. Es preciso decirles: "He visto una casa que vale cien mil francos". Entonces exclaman entusiasmados: "¡Oh, qué preciosa es!"». Por sus características, podemos identificar al narrador con el propio autor que nos va guiando a lo largo de la historia.[17]

- El cordero: personaje aparentemente irrelevante pero de gran significado. Es un amigo que lo ayudará a librarse de los problemas que pueda tener o surgirle, pero como todos los amigos sin querer, algún día, pueden volverse en tu contra y hacernos daño.[18]

- El farolero: son los trabajadores que incansablemente se dedican a servir.

- La caja: en un ataque de ira por no saber dibujar el cordero, el autor dibuja una caja y dice: «Esta es la caja. El cordero que quieres está dentro». Imaginación es lo que se necesita para ver lo que hay dentro, la caja es una alusión a la imaginación que los adultos ya que no la suelen usar.[19]

- La rosa: se trata del ego, nos pone de manifiesto el amor del principito. La rosa no es una flor cualquiera, es su amor. Es espléndida, es magnífica entre otras muchas, y es única en su «planeta». Ha habido otras, pero esta es la que ha «florecido» y perdura. Es la metáfora de la mujer que ama, que se ha quedado para siempre en su corazón. Bonita, huele bien, perfecta y, al mismo tiempo, llena de imperfecciones. Es frágil, hay que cuidarla, mimarla, estar siempre atento; además es orgullosa, vanidosa, egoísta y mentirosa. Aun así es su flor, única entre las otras. Pone de manifiesto la inocencia del principito, su inexperiencia. Responsable de la huida del principito por crearle una gran confusión con su forma de hacer o decir las cosas.[20]

- Los baobabs: son los malos hábitos, pensamientos y problemas, hay que solucionarlos antes que sean demasiado complicados, es la moraleja que nos deja el autor, cuando nos alerta: «¡Niños, atención a los baobabs!». Los niños somos nosotros. Hay que tener disciplina, cuidado, estar atento siempre para diferenciar lo bueno de lo malo y actuar en consecuencia.[21]

- Los volcanes: son las emociones y tareas comunes del día a día, no son un problema como los baobabs, son simplemente cosas que hay que hacer para que todo vaya bien, y hay que hacerlo aunque no nos guste, aquí se vuelve a hacer hincapié en la disciplina.[22]

- El fanal o globo: la protección, los celos o los mimos y cuidados que hay que tener para que la «Rosa» se sienta protegida y querida, aunque realmente no los necesita.[23]

- El zorro: personaje medular de la historia, quien hace ver al Principito la esencia, pero también las dificultades y costos de la amistad.

- El rey: habitante del primer planeta, quien representa a los jefes y reyes que quieren ser obedecidos.

- El avaro o vanidoso: representa la vanidad y el egoísmo del hombre, encarna el deseo de reconocimiento y admiración social. Este personaje nos recuerda que la apariencia no es lo importante, no sirve para nada, no es realmente importante si estás solo, la vanidad es un defecto que todos tenemos, queremos ser más y sentir que somos mejores que los demás.

## Posibles inspiraciones
Dado que Saint-Exupéry murió antes de que pudiera ver el fruto de su obra, no pudo dar a conocer en qué se inspiró para crear El principito; no obstante, algunos investigadores y críticos sugieren que está basado en «episodios de su autobiografía», así como señalan otras de sus posibles fuentes de inspiración.

### Acontecimientos y personajes

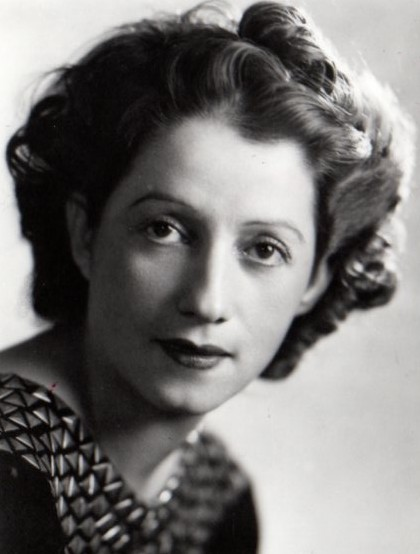
Consuelo de Saint-Exupéry en 1942.

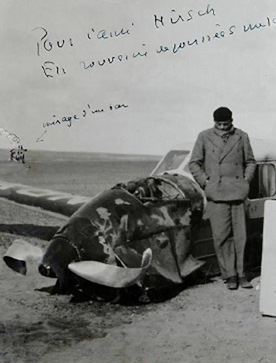
Saint-Exupéry junto a su Caudron Simoun estrellado —que carecía de radio—, después de haberse impactado en el Sahara.

En El principito, su narrador, el piloto, cuenta estar varado en el desierto porque su avión había sufrido una avería; esta escena quizá se basó en una experiencia que el propio Saint-Exupéry tuvo en el desierto del Sahara, descrita detalladamente en su obra autobiográfica Tierra de hombres —«Terre des hommes», originalmente en francés—. El 30 de diciembre de 1935 a las 2:45 a. m., después de 19 horas y 44 minutos en el aire, Saint-Exupéry, junto con su copiloto André Prévot, se estrelló en el desierto del Sahara. Ambos estaban tratando de romper el récord de velocidad con un vuelo de París a Saigón en un tipo de carrera aérea popular por entonces, cuyo premio era de 150 000 francos. Su avión era un Caudron C-630 Simoun, y se cree que el lugar del accidente está cerca del valle de Wadi Natrun, por el Delta del Nilo.
A pesar de que sobrevivieron al accidente, tuvieron que enfrentarse a una rápida deshidratación debido al intenso calor del desierto. Dado que sus mapas eran muy antiguos, decidieron aventurarse entre las dunas de arena con algunas uvas, un termo de café, una naranja y un poco de vino; solo tenían líquido para un día. Ambos comenzaron a ver espejismos, seguido de alucinaciones vívidas, mientras que al segundo y tercer día estaban tan deshidratados que dejaron de sudar por completo. Sin embargo, al cuarto día y para su suerte, un beduino los encontró y les administró un tratamiento nativo de rehidratación que les salvó la vida.

Durante su servicio como piloto de correo en cabo Juby, Saint-Exupéry había visto un feneco —un zorro del desierto—, lo que muy probablemente le inspiró a crear al zorro del libro. Aun así, se cree que este personaje está basado en Silvia Hamilton Reinhardt, una íntima amiga neoyorquina del autor. También se cree que la frase «Lo esencial es invisible a los ojos» fue producto de su relación con Reinhardt. 

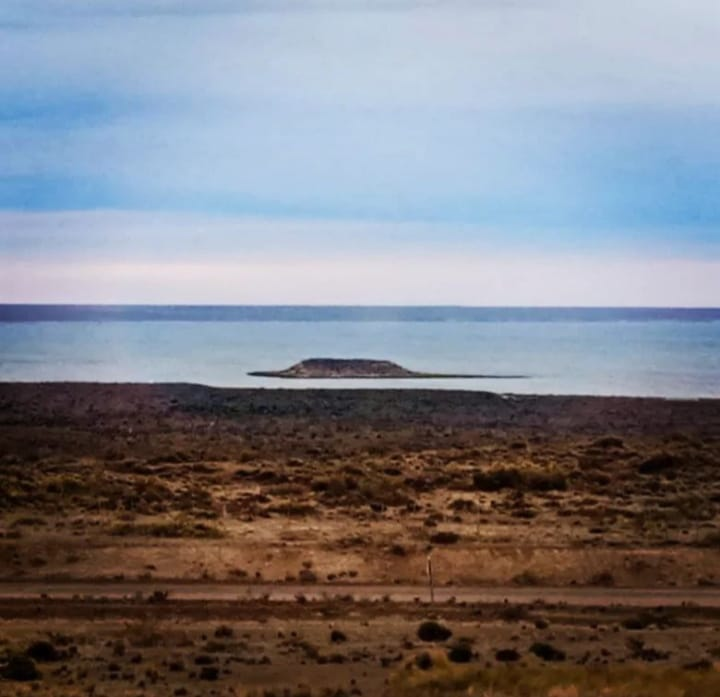
Isla de los pájaros en Chubut.

Se cree que el Cerro del Oro en Guatemala, inspiró la famosa imagen de la boa que traga un elefante, aunque algunos creen que la Isla de los Pájaros en la Patagonia fue esa inspiración. Por otra parte, muchos investigadores creen que la petulante y vanidosa rosa del principito está inspirada en la esposa salvadoreña de Saint-Exupéry, Consuelo Suncín, cuyo planeta —el asteroide B612— estaría basado en su país natal, El Salvador, también conocido como «La tierra de los volcanes» por el gran número de ellos en la zona. A pesar de que tuvieron un matrimonio escandaloso, Consuelo fue de gran importancia para Antoine y esto se reflejó en la obra con los gestos del principito hacia su rosa, a la cual protegía con una pantalla contra el viento y bajo una cúpula de cristal. Tras dos años de la desaparición de Saint-Exupéry, Consuelo Suncín escribiría el libro “Memorias de la Rosa”, una autobiografía que no fue publicada mientras la salvadoreña estuvo viva. Asimismo, la infidelidad de Saint-Exupéry y las dudas de su matrimonio fueron representadas en el libro por el vasto campo de rosas que se encuentra el principito durante su visita a la Tierra.

Algunos especialistas consideran que los temibles árboles baobabs representan al nazismo que intentaba destruir el planeta, ya que por entonces Francia —el país natal del autor— había sido tomada por la Alemania nazi. El consuelo del principito al piloto antes de regresar a su planeta, «[mi cuerpo] será como una corteza abandonada», se asemeja a las últimas palabras del hermano menor de Antoine, Francis, quien en su lecho de muerte le dijo: «No te preocupes. Estoy bien. No puedo evitarlo. Es mi cuerpo».

### El principito
Saint-Exupéry pudo haberse inspirado en sí mismo cuando era joven en el momento de crear el personaje del principito, ya que en su infancia sus amigos y familiares lo llamaban «le Roi-Soleil» —«El rey sol» en español— debido a su rizado cabello dorado. En 1942, mientras estuvo residiendo con la familia del filósofo Charles De Koninck, en Quebec, Canadá, conoció al hijo de este, Thomas, un niño de ocho años de cabello rubio y con rizos, que también pudo haber sido de influencia para el autor. Otra posible inspiración para la creación del principito pudo haber sido Land Morrow Lindbergh, también un joven de cabello dorado, hijo del pionero de la aviación estadounidense Charles Lindbergh y Anne Morrow, quienes no vivían muy lejos de Saint-Exupéry y con los cuales tuvo un breve encuentro durante su estadía en Long Island.
Una de las primeras referencias literarias de Saint-Exupéry sobre un pequeño príncipe fue encontrada en la segunda crónica que envió desde Moscú, con fecha del 14 de mayo de 1935. En sus escritos como corresponsal especial del Paris-Soir, el autor describió el viaje que hizo de Francia a la Unión Soviética en tren. Durante su viaje en tren, se aventuró desde los vagones de primera clase donde se encontraba hasta los de tercera clase, donde se encontró con grandes grupos de familias polacas que, acurrucados entre sí, regresaban a su país. En su crónica Saint-Exupéry no solo describió a un pequeño príncipe, sino que también se refirió a varios otros temas que incluyó en diversos escritos filosóficos:

Me senté [frente a una] pareja [que dormía]. Entre el hombre y la mujer, un niño se había hecho lugar y se había dormido. Se dio vuelta en su sueño, y en la tenue luz de una lámpara vi su cara. ¡Qué cara adorable! Una fruta de oro había nacido de estos dos campesinos [...] Esta es la cara de un músico, me dije. Este es el niño Mozart. Esta es una vida llena de promesas hermosas. Los pequeños príncipes de las leyendas no son diferentes a este. Protegido, resguardado, cultivado, ¿en qué no se podría convertir este niño? Cuando por una mutación una nueva rosa nace en un jardín, todos los jardineros se regocijan. Aíslan a la rosa, la cuidan, la acogen. Pero no hay jardinero para los hombres. Este pequeño Mozart será formado como el resto por la máquina estampadora [...] Este pequeño Mozart está condenado.
—A Sense of Life: En Route to the U.S.S.R.

## Creación de la obra

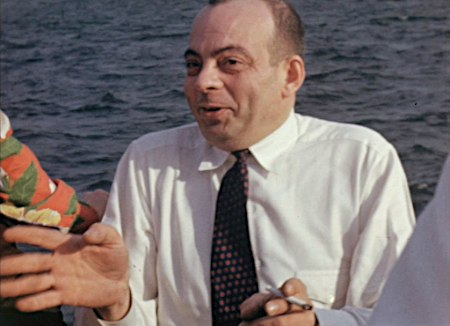
El escritor y aviador cerca de Montreal, Canadá en mayo de 1942, durante su gira de conferencias en favor de Francia después del armisticio con Alemania. Al regresar a los Estados Unidos, comenzó a trabajar en la novela corta.

Al estallar la Segunda Guerra Mundial, Saint-Exupéry, quien había sido un exitoso pionero de la aviación hasta entonces, voló inicialmente en un escuadrón de reconocimiento de la Armée de l'air, fuerza aérea del ejército francés. Sin embargo, tras la derrota de Francia en 1940 y su posterior armisticio con Alemania, huyó de una Francia ocupada junto a su esposa Consuelo y arribó a América del Norte en los últimos días de diciembre de 1940. La intención de su visita era convencer al gobierno de los Estados Unidos para que entrara en guerra rápidamente contra Alemania y las fuerzas del Eje.
Entre enero de 1941 y abril de 1943, los Saint-Exupéry vivieron en dos áticos en Central Park South, Manhattan, luego en Bevin House, una mansión victoriana ubicada en Asharoken, Long Island y más tarde en una casa alquilada en Beekman Place, en la Ciudad de Nueva York. Durante su estadía en Long Island, Saint-Exupéry conoció a Land Morrow Lindbergh, el joven hijo de cabello dorado del aviador estadounidense Charles Lindbergh y Anne Morrow. La pareja Saint-Exupéry también se hospedó en Quebec, Canadá durante cinco semanas de la primavera de 1942 y allí conocieron a Thomas, un precoz niño de ocho años de cabello rubio rizado, hijo del filósofo Charles De Koninck, anfitrión de ellos en la ciudad canadiense.
Una vez de vuelta en los Estados Unidos después de su gira por Quebec, Saint-Exupéry recibió la insistencia de Elizabeth Reynal, una de las esposas de sus editores en el país americano, Reynal & Hitchcock, para que trabajara en un libro infantil. Elizabeth, de origen francés y esposa de Eugene Reynal, había estado vigilando de cerca a Saint-Exupéry por varios meses y, al notar sus altos niveles de estrés y su desmejorada salud, le sugirió que trabajar con una historia para niños le ayudaría. El autor escribió e ilustró El principito en la ciudad de Nueva York y en Asharoken durante la última mitad del año 1942, cuando logró completar el manuscrito en el mes de octubre.

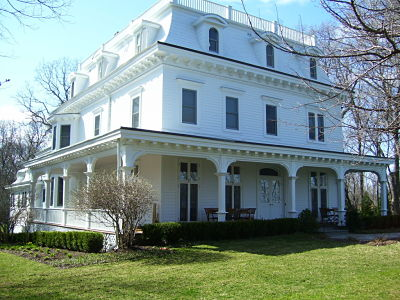
Bevin House en Long Island, Nueva York, uno de los lugares donde se escribió El principito entre el verano y otoño de 1942.

Si bien comenzó con la composición del libro en su ático de Central Park South, Saint-Exupéry pronto se encontró, en el sofocante verano y el ruido de la ciudad de Nueva York, con un ambiente muy molesto para trabajar, por lo que Consuelo salió en busca de un mejor alojamiento. Después de pasar un tiempo en una casa de campo no muy apropiada en Connecticut, consiguieron establecerse en Bevin House, una mansión de veintidós habitaciones en Asharoken con vista a Long Island Sound. El autor al principio se quejó: «Yo quería una choza y esto es el Palacio de Versalles»; sin embargo, a medida que las semanas pasaban y se dedicaba más a su proyecto, la casa se convirtió para él en «(...) un refugio para escribir, el mejor lugar en el que he estado en mi vida». Se entregó a la creación de su libro tanto a la luz del día como en turnos nocturnos, alimentado por raciones de muffin inglés con huevos revueltos, gin tonics, Coca-Colas, cigarrillos y ayudado por numerosas revisiones de amigos y expatriados franceses que pasaban a visitarlo. Entre los revisores se encontraba Denis de Rougemont, escritor suizo y amante de Consuelo, quien incluso sirvió como modelo para las ilustraciones de la obra. Después de la desaparición de Antoine en 1944, De Rougemont ayudó a escribir la autobiografía de Consuelo, Mémoires de la rose.

### Después de la publicación
Stacy Schiff, una de las principales biógrafas de Saint-Exupéry, escribió sobre el autor y su obra más famosa que «raramente un autor y un personaje han estado tan íntimamente unidos como lo están Antoine de Saint-Exupéry y su principito», y remarcó de sus dobles destinos: «[...] los dos permanecen enredados entre sí, como inocentes gemelos caídos del cielo».
Solo semanas después de que su novela fuera publicada por primera vez en abril de 1943, sin haber recibido aún ninguna de sus regalías —nunca lo haría— y pese a las súplicas de su esposa, el autor y aviador se unió a las Fuerzas Francesas Libres. Aun así, se encontraba enormemente orgulloso de El principito y casi siempre llevaba consigo una copia, la cual solía leerle a otros durante la guerra.
Como parte de un convoy de treinta y dos naves militares, viajó a África del Norte donde volvió a unirse a su viejo escuadrón para luchar de parte de los Aliados, retomando su trabajo como piloto de reconocimiento. Sus amigos, colegas y compañeros aviadores hicieron su mayor esfuerzo, pero no pudieron evitar que Saint-Exupéry siguiera volando. Anteriormente, ya había escapado por muy poco de la muerte en varias ocasiones, pero durante una misión de espionaje en julio de 1944 que partía desde Córcega hacia Europa continental para preparar la invasión aliada a la Francia ocupada fue perdido en acción, solo tres semanas antes de la liberación de París.

## Elementos mitológicos
El narrador se entera de la partida del Principito luego de verlo hablando con una serpiente la cual finalmente lo termina mordiendo en el tobillo no antes de que El Principito le advirtiera que "parecerá que estoy muerto pero no es verdad".. Luego le explica que es demasiado lejos donde va y no puede llevar este cuerpo que pesa demasiado; será como una corteza vieja que se abandona. Luego de que El Principito cae al suelo inerte por la mordedura de la serpiente, a la mañana siguiente el narrador no encuentra su cuerpo y está seguro de que él regresó a su planeta.
Existen varios elementos mitológicos en torno a la aparente muerte del protagonista y a su ascensión al cielo para regresar a su planeta. En la mitología griega, las serpientes eran en general, animales oraculares como Pitón, que se relacionaba al oráculo de Delfos y es la mordedura de una serpiente o incluso el veneno de una de ellas, las que acaban con la vida de varios personajes mitológicos y religiosos, en su mayoría reyes primitivos, como Orestes; Apesanto, hijo de Acrisio; Múnito, hijo de Atamante; Mopso el lapita o incluso el egipcio Ra. Estas mordeduras eran siempre en el talón y constituyen una de las formas en las que los reyes sagrados solían morir para luego de un tiempo resucitar y reclamar su trono o alcanzar la completa divinidad. La metáfora del Principito al comparar su cuerpo del que debía despojarse, con una corteza vieja que se abandona, resulta similar a la purificación con fuego de Heracles en el monte Eta donde se despoja de su cuerpo terrenal antes de su apoteósis donde accede al monte Olimpo convertido en un dios. Ver Apoteosis de Hercules.
Por otra parte, el Principito es mordido por la serpiente luego de estar él un año en la Tierra, que es el mismo período de tiempo que gobernaban los reyes sagrados en la hierogamia antes de su muerte ritual. Dichos reyes podían gobernar durante un año convencional o un "gran año" que equivalían a 10 años.
Las permanentes alusiones en El Principito a las estrellas previas a su partida, conservan un paralelismo mítico con la incorporación en las constelaciones de guerreros como Orión o el héroe Heracles.

## Ediciones impresas y traducciones

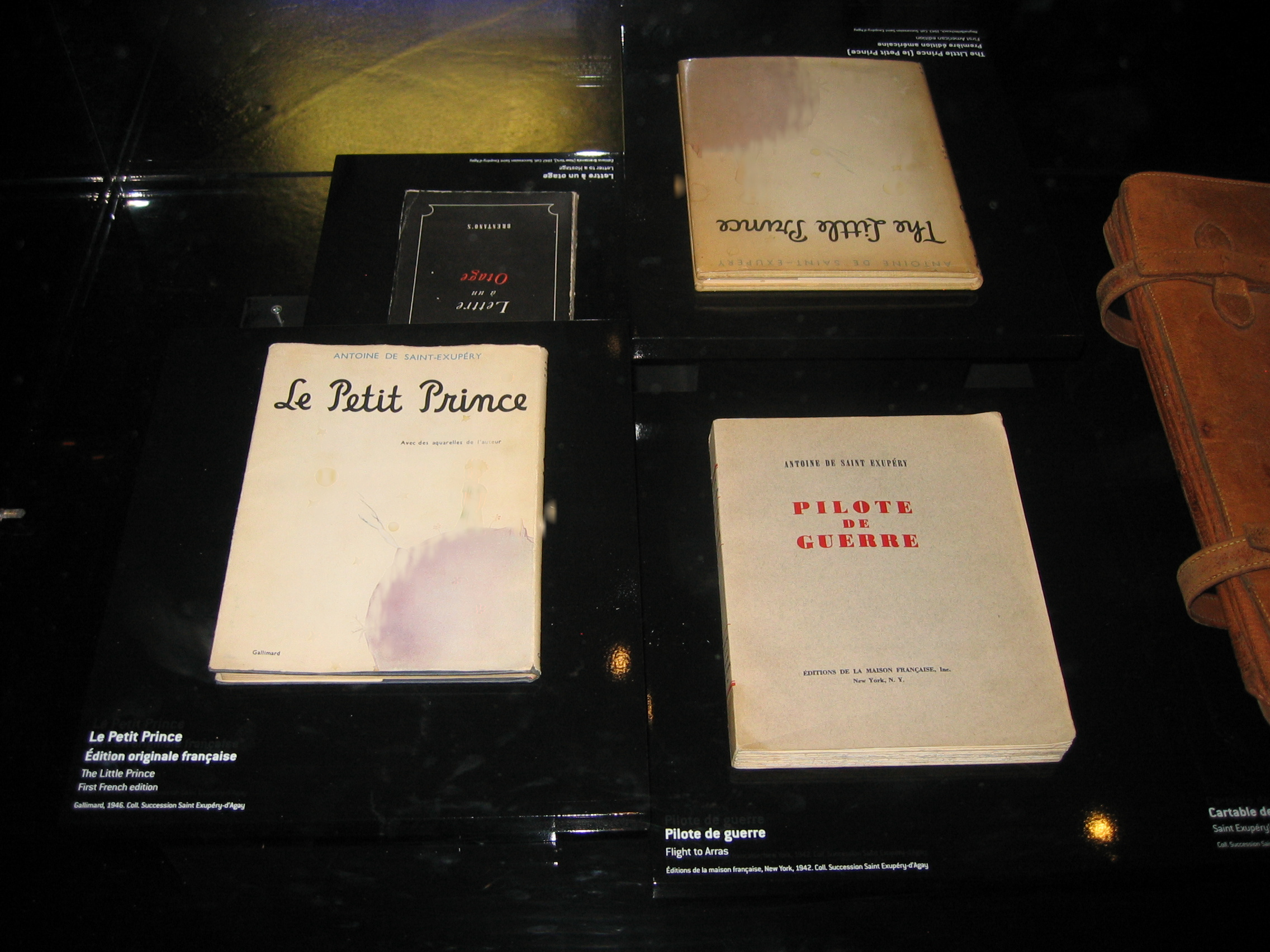
Dos ediciones de El principito en la exhibición de Saint-Exupéry en el Museo del Aire y del Espacio, Le Bourget, Francia. En la esquina inferior izquierda la versión en francés y en la superior derecha en inglés; las ilustraciones no se muestran.

La primera publicación impresa de El principito fue en inglés, realizada por la editorial Reynal & Hitchcock en abril de 1943 en los Estados Unidos, la cual también se encargó de publicar la versión original en francés una semana después. Katherine Woods fue quien tradujo al inglés la obra por primera vez, si bien su versión tuvo varios errores. No obstante, un crítico indicó que la casi «poética» traducción de Wood siempre ha sido admirada por muchos amantes de El principito, ya que su obra mantiene el espíritu y el encanto de la narración de Saint-Exupéry, aunque no su precisión literal.
En Francia, el país natal de Saint-Exupéry, el libro no pudo ser publicado oficialmente hasta que la nación fue liberada de la Alemania nazi. Ahí, la editorial Éditions Gallimard se encargó de su publicación en 1946, si bien existen otras fuentes que acreditan que la primera publicación francesa del libro se realizó en noviembre de 1945. Paralelamente, otras fuentes señalan que antes de la liberación de Francia algunas copias de las obras de Saint-Exupéry fueron difundidas secretamente, como ocurrió en febrero de 1943, cuando alrededor de mil ejemplares de su relato autobiográfico Pilote de guerre, que describe la invasión alemana a su país, fueron impresos clandestinamente en Lyon.
El principito se ha convertido en el libro francés más leído y más traducido de todos los tiempos, ya que para el 2012 había sido traducido a más de doscientos cincuenta idiomas y dialectos, incluyendo al sardo y al sistema de lectura braille, y es uno de los pocos libros modernos que ha sido traducido al latín. En 2005, el libro también fue traducido al toba, una lengua indígena del norte de Argentina, bajo el título de So Shiyaxauolec Nta'a. Fue el primer libro en ser traducido a dicho idioma desde el Nuevo Testamento de la Biblia. La antropóloga Florencia Tola comentó sobre la idoneidad de la traducción: «[No hay] nada extraño [cuando] el principito habla con una serpiente o un zorro y viaja entre las estrellas, encaja perfectamente con la mitología toba».
En 2018, el Centro Francés de Estudios Mexicanos y Centroamericanos (CEMCA) publicó la traducción al totonaco, lengua indígena mexicana, bajo el título Xa´púku’ a’ktsú qa´wa´sa.
En 2023, la Editorial del Estado Plurinacional de Bolivia tradujo la publicación al idioma aymara, bajo el título Warawar wawa, que se presentó en la 27° Feria Internacional del Libro de La Paz. En 2024, la misma editorial tradujo la publicación a los idiomas quechua, con el título Apu wawa’, y al guaraní bajo el título Mburuvicharaɨ. Las traducciones forman parte de la línea editorial denominada “Obras universales en idiomas originarios de Bolivia”; los encargados de la traducción fueron Rubén Hilari Quispe y Martín Canaviri Mamani, para el caso del aymara; Elías Caurey y Benjamín Cuéllar Fernández, al guaraní; y Francisco Quispe Chambi, al quechua.
Los lingüistas han comparado las diversas traducciones e incluso ediciones de la misma traducción para comprobar el estilo, la composición, los títulos y la redacción. A modo de ejemplo, para el 2009 existían aproximadamente trescientas cincuenta ediciones diferentes de El principito en coreano, mientras que había sido traducido unas cincuenta veces al chino —realizadas tanto en China como en Taiwán—. Además, mediante el estudio de la elección de palabras, sustantivos, traducciones erróneas y otros contenidos en las ediciones más recientes, los lingüistas pueden identificar si se trata de una traducción derivada del manuscrito original en francés, de su primera traducción al inglés por Katherine Woods o, incluso, de una adaptación.
Tras haber sido traducido por Bonifacio del Carril, El principito fue publicado por primera vez en español en septiembre de 1951 por la editorial argentina Emecé Editores. Otras ediciones en español se han ido realizando a lo largo del tiempo; en 1956, la editorial mexicana Diana difundió su primera edición de la obra, El pequeño príncipe, una traducción de José María Francés. En España se produjo otra edición de la obra, El pequeño príncipe, en 1965 y dos años más tarde, en 1967, la traducción de José Hierro. En 1968, también se produjeron ediciones en Colombia y en Cuba, esta última se realizó con la traducción de Luis Fernández de 1961. En Chile (1981), Perú (1985), Venezuela (1986) y Uruguay (1990) también se crearon otras ediciones. Además de las ediciones en castellano normativo, existen dos traducciones a jergas del castellano: en cheli, traducida por Álvaro de Benito bajo el título El chaval principeras, y en gacería, traducida por Ana Rosa Zamarro como El pitoche engrullón, ambas editadas en 2022 por Libros desde Tuma.

## Adaptaciones

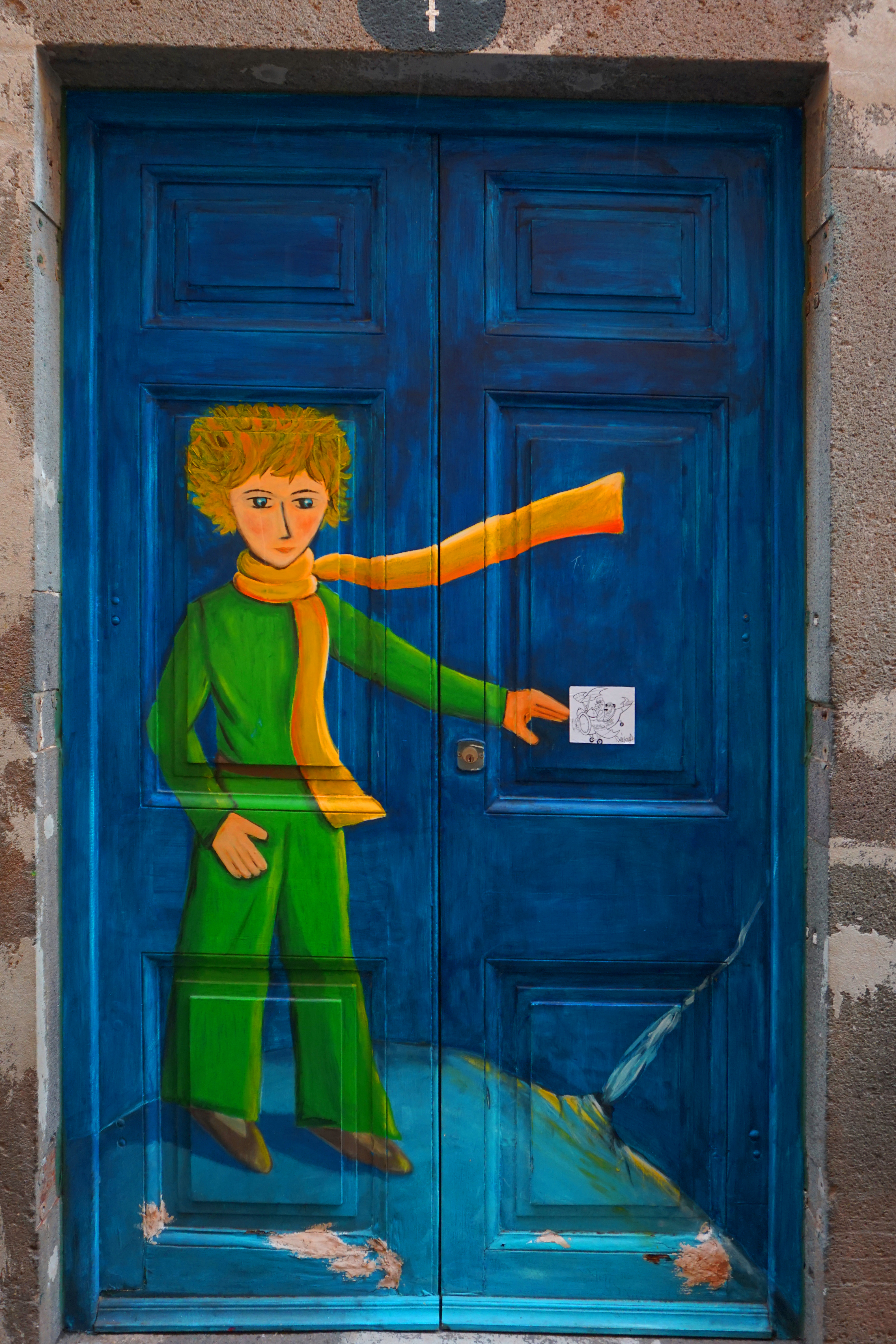
El principito como parte de un proyecto de arte urbano en Funchal (Madeira)

El principito logró conseguir una buena acogida en el público desde su primera publicación, y dicha fama ha permitido que se produzcan múltiples adaptaciones a lo largo del tiempo, así como ha servido de inspiración para la creación de múltiples obras derivadas. Entre las adaptaciones se pueden encontrar películas, musicales, series animadas —incluido un anime—, obras de teatro, óperas y canciones con alusiones a la trama de la novela. Además, la historia de algunas de estas obran ha sido «actualizada», con tal de que el principito esté más acorde con los niños del siglo XXI. La obra también tiene adaptaciones de audio narradas por diversos artistas, y las cuales inicialmente fueron grabadas en discos de vinilo y casetes, de igual modo que se transmitieron en la radio. Por su parte, el actor Richard Burton recibió la decimoctava edición del premio Grammy en la categoría mejor grabación infantil con su narración de la obra en 1974.
Además de las adaptaciones, la novela ha sido usada como inspiración para la creación de otras obras no relacionadas, como el caso de un videojuego de la serie de Super Mario y un episodio de la serie Lost, «The Little Prince». Los personajes también han sido objetos de influencia; Toshiba utilizó la figura del principito como símbolo de la protección del medio ambiente, mientras que la compañía Veolia Environnement hizo uso del mismo en una campaña contra el tabaquismo. La más reciente adaptación es “El Principito” (Le petit Prince) película animada francesa del 2015, dirigida por Mark Osborne.
A comienzos de año 2025, Saurom, el grupo español de folk metal, lanzó "El Principito", en el que adapta la obra a lo largo de las 14 canciones que dan forma al álbum.

## Material inédito
El 26 de abril de 2012 se hizo público que la casa parisiense de subastas Artcurial había hallado dos páginas inéditas de El principito. Los textos, casi ilegibles, fueron descubiertos entre varios manuscritos que un coleccionista envió a la casa para que fueran tasados. Las páginas son del mismo material utilizado para el original, por lo que los expertos las sitúan en 1940 o 1941. La primera de las dos contiene variaciones de los capítulos 17 y 19. En la segunda el autor introdujo a un personaje desconocido: el primer hombre que el protagonista encuentra al llegar a la Tierra, el cual se encuentra buscando una palabra de seis letras que significa «gargarismo». La solución al enigma no se encuentra en el texto hallado.

## Parque temático dedicado aEl principito
En julio de 2014 se ha inaugurado en la localidad de Ungersheim en la región de Alsacia el parque temático dedicado a El Principito.